# Peziza rifaii
Peziza rifaii är en svampart som beskrevs av J. Moravec & Spooner 1988. Peziza rifaii ingår i släktet Peziza och familjen Pezizaceae.   Inga underarter finns listade i Catalogue of Life.